# Bobby Freeman (escritora)
Bobby Freeman fue una escritora, periodista, presentadora de televisión y cocinera conocida por su escritura sobre la cocina galesa.

## Primeros años
Freeman nació en Bury, Gran Mánchester, y los padres de su madre eran originarios del norte de Gales.
Freeman estudió diseño industrial en Mánchester y luego se dedicó a la enseñanza antes de pasar al mundo de la publicidad y las relaciones públicas. Se convirtió en la primera mujer ejecutiva del sector publicitario en la región de Tierras Medias.

## Restaurante y primer libro
En la década de 1960, Freeman abrió un restaurante con habitaciones en Fishguard, Pembrokeshire, llamado The Compton House Hotel. Su interés por ofrecer cocina galesa a los huéspedes la llevó a investigar la comida tradicional galesa.
En 1980, Freeman publicó First Catch Your Peacock. Se ha descrito como una mezcla entre un libro de cocina y un libro de historia sobre la gastronomía de Gales. Se considera el primer libro sobre la auténtica cocina galesa basado en investigaciones académicas. Freeman tuvo dificultades para publicar el libro, ya que le dijeron que "no existía la comida galesa" y que era "un título absurdo" para una obra seria. A pesar del desánimo, Freeman siguió adelante con la publicación de su libro, que se vendió en todo el mundo.
Según el crítico gastronómico Simon Hopkinson, en un artículo publicado en The Independent, el libro es una delicia de leer y un auténtico placer de usar. Comenta que el encanto del libro reside en sus excentricidades.
 
Hopkinson escribe que el libro también está repleto de cultura e historia social de la cocina galesa y señala que también incluye una receta de pavo real, tal y como sugiere el título del libro. El libro ha sido ampliamente elogiado con gran entusiasmo.

## Redacción editorial y redacción posterior
Freeman editó varias obras relacionadas con la cocina galesa, entre ellas Lloyd George's Favourite Foods, que incluía una serie de platos tradicionales galeses que gustaban a David Lloyd George. El libro se publicó en 1974 basándose en un libro de cocina publicado originalmente en 1919 por el Instituto de Mujeres de Criccieth y que incluía recetas donadas por su esposa Margaret Lloyd George.
En 1982, Freeman editó y publicó Enid Roberts' Food of the Bards. El libro describe la comida que encontraban los bardos galeses en sus visitas a la nobleza galesa.
Freeman hizo realidad un sueño que tenía desde hacía veinte años cuando editó The First Principles of Good Cookery, de Augusta Hall, baronesa Llanover. Publicado originalmente en Londres por Richard Bentley (editor) en 1867, era el único libro de cocina galés escrito en inglés en aquella época. Este libro tan poco común fue reeditado en 1991 por Brefi Press con una introducción de 6000 palabras escrita por Freeman.
Freeman escribió ocho libros sobre la cocina galesa. Estos han sido publicados por Y Lolfa, una editorial con sede en Ceredigion. Algunos de los libros están ilustrados con fotografías históricas de la colección John Thomas de la Biblioteca Nacional de Gales.

## Periodismo y radiodifusión
Durante las décadas de 1960 y 1970, Freeman escribió para el Birmingham Post, el Western Mail, la revista South Wales Magazine e Y Faner, un semanario en lengua galesa. Freeman también trabajó para la Oficina de Turismo de Gales.
Freeman trabajó como locutora en la radio y la televisión galesas y, en la década de 1980, presentó una película producida por S4C, sobre la historia de la cocina en Gales. Esta fue la primera película que se produjo sobre este tema.

## Escuela de cocina
En 1982, Freeman fundó un centro de cocina galesa en el valle del río Teifi, cerca de Cardigan, tras haber vivido diez años en Cardiff.

## Libros
- First Catch Your Peacock: The Classic Guide to Welsh Food, Y Lolfa Cyf., 2006. ISBN 978-0862433154
- A Book of Welsh Bread, Y Lolfa Cyf., 2001. ISBN 978-0862431372
- A Book of Welsh Country Cakes and Buns, Y Lolfa Cyf., 1988. ISBN 978-0862431389
- A Book of Welsh Bakestone Cookery, Y Lolfa Cyf., 2007. ISBN 978-0862431396
- A Book of Welsh Country Puddings & Pies, Y Lolfa Cyf., 2000. ISBN 978-0862431402
- A Book of Welsh Fish Cookery, Y Lolfa Cyf., 2002. ISBN 978-0862431419
- A Book of Welsh Soups & Savouries, Y Lolfa Cyf., 2004. ISBN 978-0862431426
- Welsh Country House Cookery, unknown imprint, 1983. ISBN 978-0950725475
- Welsh Country Cookery, Y Lolfa Cyf., 2006. ISBN 978-0862431334

## Obras editadas
- Freeman, B.,  Lloyd George's Favourite Dishes. John Jones Cardiff Limited, Buckingham, 1974. ISBN 978-0902375321
- Pierce Roberts, Enid, and two others, Food of the Bards, 1350-1650: Verses and Food from Welsh Mediaeval Feasts of the Poets of the Noblemen. 1982. ISBN 978-0950725437
- Baroness, Augusta Hall, (Freeman, B., editor) The First Principles of Good Cookery. Brefi Press, Tregaron, 1991. ISBN 0 948537 35 3